# Beutin
Beutin is een gemeente in het Franse departement Pas-de-Calais (regio Hauts-de-France) en telt 489 inwoners (2005). De plaats maakt deel uit van het arrondissement Montreuil.

## Geografie
De oppervlakte van Beutin bedraagt 3,0 km², de bevolkingsdichtheid is 163,0 inwoners per km².
De onderstaande kaart toont de ligging van Beutin met de belangrijkste infrastructuur en aangrenzende gemeenten.

## Demografie
Onderstaande figuur toont het verloop van het inwonertal (bron: INSEE-tellingen).